# Nesillas
Nesillas Oberholser, 1899 è un genere di uccelli della famiglia Acrocephalidae, endemico del Madagascar e delle isole Comore.

## Tassonomia
Il genere comprende cinque specie viventi:
- Nesillas typica (Hartlaub, 1860) - cantore di Tsikirity
- Nesillas lantzii (Grandidier, A, 1867) - nesilla del deserto
- Nesillas longicaudata (Newton, E, 1877) - nesilla di Anjouan
- Nesillas brevicaudata (Milne-Edwards & Oustalet, 1888) - nesilla di Grand Comoro
- Nesillas mariae (Benson, 1960) - nesilla di Moheli

Una sesta specie, la nesilla di Aldabra (Nesillas aldabrana Benson & Penny, 1968), vissuta in passato nelle isole Seychelles, si è recentemente estinta.